# Chocs Away
Chocs Away EP è un EP degli Snuff pubblicato nel 2003.

## Tracce
1. Chocs Away – 2:34
2. All Over Now – 3:32
3. Dirty Old Legend – 4:22
4. Chocs Away (video) – 3:39